# Toplettet falkelibel
Toplettet falkelibel (Epitheca bimaculata) er en stor guldsmed, der tilhører familien smaragdlibeller. Den er vurderet som forsvundet på den danske rødliste 2019.

## Udbredelse
Toplettet falkelibel er udbredt i Europa og det vestlige Asien. Arten forekommer i det sydøstlige Danmark, Sverige og Finland. Den er endvidere fundet i det sydøstlige Norge på egnede steder omkring Oslofjorden, men er meget sjælden. Den blev i perioden fra 1996 til 2010 ikke påvist i Norge, og man frygtede, at den var uddød. I 2010 blev den registreret i Hof.

## Udseende
Kønnene er helt ens. Bagkroppen har gule sidepletter, og brystpartiet har helt lodrette brune og sorte striber. Panden er gulbrun. Hannen kan adskilles fra andre hanner i familiegruppen på den særprægede "tang" (anal-vedhæng) bagerst på bagkroppen.
Vingerne holdes i en lige vinkel ud fra kroppen i hvile. Vingespandet er mellem 80-90 millimeter.

## Levevis
Nymfen lever på bunden langs bredden i næringsrige vandområder i lavlandet, med rig men ikke for tæt vegetation.
Æggene lægges i lange gelesnore fæstede til vandplanter. Udviklingen tager 3 år. Nymfen overvintrer på søbunden. De voksne (imago) guldsmede findes almindeligvis ikke langt fra stedet, hvor de levede som nymfe, men flyver også i skovområder.
Flyvetiden er fra slutningen af maj til juli. Efter klækning opholder guldsmeden sig gerne over åbent vand. Når den hviler, sker dette ofte på vandplanter er stykke fra land.
Toplettet falkelibel har ufuldstændig forvandling, overgang fra nymfe til det voksne kønsmodne insekt sker gennem flere hudskifter (nymfestadier). Nymferne lever i vand og ligner derfor ikke de voksne (imago) bortset fra størrelsen. Når nymfen kommer til det sidste hudskifte, finder den et strå eller andet, som den kan klatre op over vandoverfladen. Her bliver den hængende, mens huden revner på rygsiden. Den nyklækkede guldsmed bliver hængende på den gamle hud eller lige ved siden af helt til den nye hud er hærdet, og vingene har fået deres endelige form.